# Italianets
El italiano (Título original en ruso: Итальянец) es una película de género drama del año 2005, dirigida por Andrei Kravchuv.
En su debut como director, Andrei Kravchuv presenta, con agudeza e ímpetu, el tema actual de la adopción ilegal en Rusia, que se ha convertido en una bien documentada crisis internacional.

## Sinopsis
El italiano está basada en la historia real de un pequeño niño ruso abandonado en un orfanato, quien sale en busca de su madre biológica. Una pareja afluente de Italia, sin hijos, llega a un hogar provisional para niños en Rusia, con el fin de adoptar a un pequeño. El orfanato es un lugar severo, que convive con dos facciones internas rivales. Por un lado, está la administración adulta, encabezada por un corrupto director (interpretado por Yuri Itsko) con la ayuda de la codiciosa agente de adopción Madam (Maria Kuznetsova). Por otro lado, en las sombras, opera la banda de los chicos mayores, cuya oficina tiene lugar en la cantera de la institución.
Cuando la pareja italiana escoge a Vanya Solntsev (Kolia Spiridonov) de seis años, como su futuro prospecto a adoptar, los otros huérfanos lo apodan: El Italiano. Ellos envidian a Vanya, imaginando que él está destinado a una cómoda vida en la soleada Italia. 
Pero al ser testigo del drama de una madre que busca en el orfanato a su hijo, se encuentra con que este fue adoptado, y finalmente se suicida, Vanya cambia de planes. Decide rastrear a su madre biológica, aprende a leer con el fin de recolectar datos de su archivo personal en la oficina del hogar. Después de robar su registro, se escapa del orfanato con ayuda de Irka (Olga Shuvalova) y se embarca en un tren con rumbo a su ciudad de origen, con el personal del orfanato y la policía siguiéndole el rastro. Con el miedo de que Vanya les haga perder un lucrativo negocio, el director del orfanato une fuerzas con Madam para encontrar el niño fugitivo, por los medios que sean necesarios.

## Reparto
- Vanya Solntsev (Kolya Spiridonov)
- Kolyan (Denis Moiseenko)
- Sery (Sasha Syrotkin)
- Timokha (Andrei Elizarov)
- Bloke (Vladimir Shipov)
- Natasha (Polina Vorobjeva)
- Irka (Olga Shuvalova)
- Anton (Dima Zemlyanko)
- Madam (Maria Kuznetsova)
- Grisha (Nikolai Reutov)
- Director (Yuri Itskov)
- Madre de Mujin (Darya Lesnikova)
- Guarda (Rudolf Kuld)